# Kopalci (Cézanne)
Kopalci (francosko: Les Grandes Baigneuses) je oljna slika francoskega umetnika Paula Cézanna, ki je bila prvič razstavljena leta 1906. Slika, ki je razstavljena v muzeju umetnosti Filadelfiji, je največja v seriji Cézannovih slik Kopalci; druge so v Muzeju moderne umetnosti v New Yorku, Narodni galeriji v Londonu, Barnesovi fundaciji v Filadelfiji in Umetnostnemu inštitutu v Čikagu. Občasno jo imenujejo Veliki kopalci, da bi jo ločili od manjših del, slika pa velja za eno mojstrovin moderne umetnosti in se pogosto šteje za Cézannovo najboljše delo.
Cézanne je sliko delal sedem let, nedokončana pa je ostala v času njegove smrti leta 1906. Sliko je leta 1937 kupil za 110.000 dolarjev s sredstvi iz skrbniškega sklada za muzej umetnosti v Filadelfiji njihov glavni dobrotnik Joseph E. Widener. Pred tem je bila v lasti Lea Steina.
Z vsako različico Kopalcev se je Cézanne oddaljil od tradicionalne predstavitve slik in namerno ustvaril dela, ki ne bodo všeč novincem. To je storil, da bi se izognil minljivim modi in dal svojemu delu brezčasno kakovost ter s tem omogočil pot prihodnjim umetnikom, da ne upoštevajo trenutnih trendov in slikajo dela, ki bi bila enako všeč vsem generacijam. Abstraktne gole ženske v Velikih Kopalcih dajejo sliki napetost in gostoto. Izjemno je med njegovimi deli v simetričnih dimenzijah, s prilagoditvijo golih oblik trikotnemu vzorcu dreves in reke. Veliki kopalci so z isto tehniko, kot jo je uporabljal pri slikanju krajin in tihožitij, spomnili na delo Tiziana in Petra Paula Rubensa . Primerjave pogosto izvajamo tudi z drugo znano skupino golih žensk istega obdobja, Picassovo Les Demoiselles d'Avignon (Avignonske gospodične) . 
Nakup slike, čeprav je bila na splošno hvaljena, je vseeno podvomil v The Philadelphia Record, ki je ugotovil, da je 41.000 (ali deset odstotkov) prebivalcev Filadelfije brez kopalnih kadi in da bi zato denar lahko bolje porabili drugje. Medtem ko je Cézannovo risarsko sposobnost vedno kritiziral, je kritik nekoč dejal, da je »spretno narisane Kopalce toplo vzbudil lagodno poletno blaženost« . Slika je bila predstavljena v seriji BBC Two 100 velikih slik.

## Druge različice
- Kopalci, 1874–1875, Metropolitan Museum of Art, New York City
- Kopalci (1894–1905). 127.2 × 196.1 cm.[National Gallery, London
- Kopalci, 1900–1905, Art Institute of Chicago